# MusE
Pour les articles homonymes, voir Muse.
MusE est un logiciel libre sous Licence GPL de station audionumérique, permettant la composition multipistes, de type séquenceur MIDI, audio, synthétiseur, boîte à rythme pour le système d'exploitation GNU/Linux.
Il supporte les plugins au format MESS, DSSI et LV2 (synthétiseurs et effets).